# Скрауп, Зденко Ханс
Зденко Ханс Скрауп (чеш. Zdenko Hans Skraup; 3 марта 1850, Прага — 10 сентября 1910, Вена) — чешский и австрийский химик.

## Биография
Зденко Ханс Скрауп родился 3 марта 1850 года в городе Праге. Получил высшее образование в Чешском техническом университете.
С 1886 по 1906 год занимал кафедру химии в университете Граца, после чего стал профессором в Венском университете.
Произвёл много исследований с целью добиться искусственного получения драгоценного для человечества алкалоида — хинина, химическое строение которого, а также других сродственных ему алкалоидов цинхонина, цинхонидина, хинидина Скраупу удалось твердо установить (см. Реакция Скраупа).
Работы Скраупа относительно метамерии пиридинкарбоновых кислот и синтеза хинолина много способствовали выяснению свойств гетероциклических соединений. Также он изучал углеводы и белки, а в 1901 году открыл целлобиозу.
В 1886 году был отмечен Австрийской академией наук Премией Либена.
Зденко Ханс Скрауп умер 10 сентября 1910 года в городе Вене.